# 嶋﨑斗亜
嶋﨑 斗亜（しまさき とあ、2003年8月3日 - ）は、日本のアイドル、俳優、歌手、タレント。関西ジュニア内男性アイドルグループ・Lil かんさいの元メンバー。愛称は、とあ。
大阪府枚方市出身。STARTO ENTERTAINMENT所属。

## 来歴
母親が履歴書を送り、大阪松竹座でのオーディションを経て、 2016年8月2日にジャニーズ事務所に入所。2日間開催されたオーディションのうち1日は自宅のFAXが用紙切れで案内が届かず不参加となったが、ジャニーズ事務所から「明日必ず来てください」と連絡があり、参加。オーディションの翌日から舞台『ANOTHER』に加わった。
2019年1月22日に結成されたLil かんさいのメンバーに選ばれ、2019年2月に『ジャニーズWEST LIVE TOUR 2019 WESTV!』の大阪城ホール公演でファンにお披露目された。
2025年4月1日、Lil かんさいとしての活動を一区切りとし、今後は各メンバーが個々に活動していくことを発表した。

## 人物
- 小学校低学年から5年生までサッカーを習っていた[5]。長距離走が得意[10]。
- 5歳上の兄と3歳上の姉がいる[4]。

## 出演
個人での出演のみ記載。グループとしての出演はLil かんさいを参照。

### テレビドラマ
- 年下彼氏 episode16「にどめのはつこい」（2020年5月31日、朝日放送テレビ） - 主演・三﨑翼 役（當間琉巧と主演）[11]
  - 年下彼氏2 episode6「名探偵にも解けない恋」（2024年10月27日、朝日放送テレビ） - 主演・ソウゴ 役[12][13]
- 僕らは恋がヘタすぎる （2020年10月25日 - 12月6日、朝日放送テレビ） - 一之瀬奏多 役[14]
- ジモトに帰れないワケあり男子の14の事情 episode2 「オムライスの神様」（2021年4月25日、テレビ朝日） - 主演・タイチ 役[15]
- 恋愛革命（2025年1月12日 - 3月16日、朝日放送テレビ） - 主演・姫ノ宮レイ 役[16]

### 映画
- 関西ジャニーズJr.のお笑いスター誕生!（2017年8月26日公開、松竹） - 宴会場の少年 役[17]
- 映画 少年たち（2019年3月29日公開、松竹） - レイ 役[18][19]
- 東西ジャニーズJr. ぼくらのサバイバルウォーズ （2022年4月1日公開、松竹） - 虎之介 役[20]
- あの花が咲く丘で、君とまた出会えたら。（2023年12月8日公開、松竹） - 板倉 役[21]

### テレビ番組
- Jr.選抜!標への道「友達のJくん」（2018年7月3日〔2日深夜〕 - 7月17日〔16日深夜〕、日本テレビ） - Jくん 役[22]
- サタデープラス（2020年4月、毎日放送） - 「絶景を走る！」コーナーに西村拓哉と交代で隔週VTR出演[23]
- 24時間テレビ48 愛は地球を救う（2025年8月30日・31日〈予定〉、日本テレビ） - ytvサポーター[24]

### イベント
- サントリーサンバーズ「よんチャンTV MATCH DAY」（2023年1月21日）[25]

### 舞台
- ANOTHER & Summer Show（2016年8月2日 - 26日、大阪松竹座）[5]
- 少年たち 南の島に雪は降る（2017年8月2日 - 27日、大阪松竹座）[26][27]
- ちびっ子お笑い七変化 少年KABUKI（2018年5月4日 - 6日、国立文楽劇場小ホール）[28][29]
- 明日を駆ける少年たち （2018年8月4日 - 30日、大阪松竹座）[30]
- THE BEGINNING 〜笑劇〜（2022年1月31日 - 2月20日、東京グローブ座 / 2月23日 - 3月6日、サンケイホールブリーゼ）[31]
- 波濤を越えて （2022年11月12日 - 22日、南座 / 11月25日 - 26日、広島文化学園HBGホール） - 義経 役[10][32]
- もしも塾 福岡公演（2023年4月20日、キャナルシティ劇場）[33]
- JAPAN THEATER『SEIMEI』Supported by 飯田グループホールディングス（2025年2月19日 - 24日、オリックス劇場 / 3月1日 - 23日[注 1]、THEATER MILANO-Za / 8月2日、大阪・関西万博 夢洲）[35][36]

### コンサート
- 関西ジャニーズJr. 『X'mas Show 2016』（2016年11月30日 - 12月25日、大阪松竹座）[37]
- 関西ジャニーズJr. 春のSHOW合戦（2017年3月4日 - 28日、大阪松竹座）[38]
- 関西ジャニーズJr. 『X'mas SHOW 2017』（2017年12月1日 - 25日、大阪松竹座）[39]
- 関西ジャニーズJr. Concert 2018 〜Happy New ワン Year〜（2018年1月3日・4日、大阪城ホール）[40]
- 関西ジャニーズJr. 『春休みスペシャルShow 2018』（2018年3月1日 - 24日、大阪松竹座）[41]
- Fall in LOVE〜秋に関ジュに恋しちゃいなよ〜（2018年10月24日 - 11月4日、梅田芸術劇場メインホール）[42]
- 関西ジャニーズJr. 『X'mas Party!! 2018』（2018年11月30日 - 12月25日、大阪松竹座）[43]
- マイナビ サマステライブ2023 俺たちがミライだ!!（2023年8月16日、EX THEATER ROPPONGI） - PAISEN応援隊として出演[44][45]
- 嶋﨑斗亜&西村拓哉Concert2025（2025年10月28日 - 30日予定、Zeep Namba）[46]

### CM
- ユニバーサル・スタジオ・ジャパン「ユニ春」（2025年2月10日 - ）[47]

### ラジオ番組
- 嶋﨑斗亜 RADIO-Za（2025年2月11日、ニッポン放送） [48]